# James Wilson (Globenhersteller)

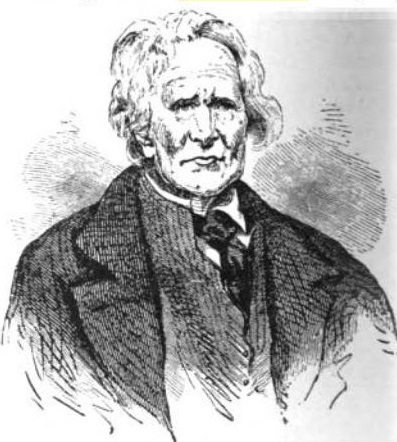
James Wilson

James Wilson (* 15. März 1763 in Londonderry, New Hampshire Colony; † 26. März 1855 in Bradford, Vermont) war der erste Hersteller von Globen in den Vereinigten Staaten.

## Leben

### Herkunft und Vision
James Wilson wurde als Sohn eines Farmers in New Hampshire geboren. Er arbeitete auf der Farm seines Vaters und bekam Unterweisungen durch einen Schmied, hatte ansonsten jedoch nur wenig formale Bildung. Er kaufte Land in Francestown, New Hampshire und lebte dort, bis er 1796 nach Bradford, Vermont zog.
Bei einem Besuch des Dartmouth Colleges sah er die Sammlung europäischer Globen und dort ein Paar terrestrischer und himmlischer Globen. Durch diese inspiriert, war er entschlossen, selbst Globen zu bauen. Seine Kenntnisse der Geographie und der Astronomie reichten jedoch für die Schaffung der Globen nicht aus. Ein Studium an der Bradford Academy war ihm nicht möglich, so verkaufte er Teile seiner Farm. Von diesem Geld erwarb er die 18 Bände umfassende dritte Auflage der Encyclopædia Britannica, die ab 1788 produziert wurde.
Es fehlten ihm jedoch auch noch Kenntnisse des Kupferstichs. Um diese zu erlangen, reiste Wilson nach Boston und Newburyport, um sich von John Akin unterrichten zu lassen. Die von Akin für den Unterricht geforderten 100 Dollar konnte er jedoch nicht aufbringen, so dass er ohne die Unterweisung nach Bradford zurückkehrte. Nachdem es ihm nicht gelungen war, eigenständig Kupferplatten zu gravieren, reiste er nach Connecticut und suchte dort Amos Doolittle auf. Von ihm lernte er die Grundlagen des Kupferstichs.

### Durchbruch

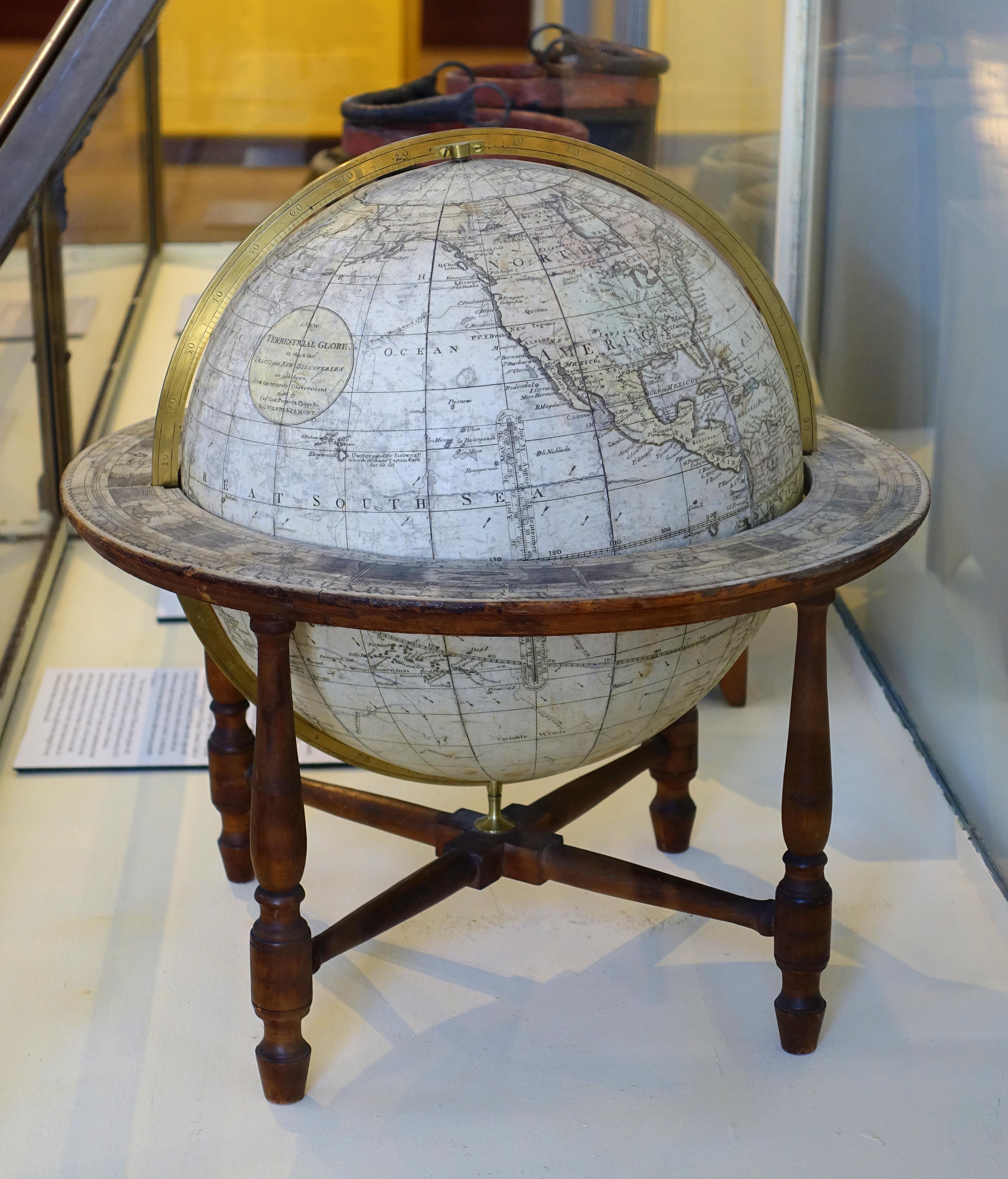
Terrestrischer Globus von James Wilson aus dem Jahr 1810

Zurück in Bradford experimentierte Wilson mit der Gravurtechnik. Er fertigte sich eine Sphäre aus massivem Holz, bedeckte diese mit Papier und zeichnete die Länder mit Tinte und Feder. Diese erste Kugel war die Grundlage seiner weiteren Experimente. Er fertigte seine Werkzeuge und Hilfsmittel selbst. Dabei half ihm seine Ausbildung als Schmied. Fast ein Jahr arbeitete Wilson an der ersten Kupferplatte. Probleme bereiteten ihm die Positionen der Meridiane, und er reiste zu Jedediah Morse, dem führenden Geographen. Dieser sagte ihm, dass die Meridiane nicht auf die gleiche Platte graviert werden sollten. Wilson kehrte zurück nach Bradford und begann mit neuen Platten. 1810 verkaufte er schließlich den ersten Globus. Auf einer Buchseite vermerkte Wilson, dass er einen Globus an Mr. Wellman am 18. Januar 1810 verkauft habe. Weitere Einträge zeigen, dass die Produktion der Globen nun in Fahrt kam, der nächste Globus wurde am 25. Januar an Richter Nathaniel Niles verkauft, weitere 17 Globen verkaufte er im Januar und 11 Globen nach dem Januar.

### Manufaktur
Drei seiner Söhne, David, John und Samuel, interessierten sich für die Herstellung der Globen und traten in die Manufaktur des Vaters ein. Diese expandierte, und mit Hilfe eines Agenten verkaufte Wilson seine Globen weltweit. Die Manufaktur wurde nach Albany, New York, verlagert, damit die Globen besser verschifft werden konnten. Sie firmierten unter dem Namen Wilson & Sons und produzierten mehr als 25 Jahre die unterschiedlichsten Globen.
Wilson wohnte auch weiterhin in Bradford. Sein Sohn David verließ die Manufaktur, arbeitete in New York als Miniaturmaler und starb 1827. Die Söhne John und Samuel führten bis zu ihrem Tod im Jahr 1833 die Manufaktur in Albany. Danach übernahm Cyrus Lancaster die Leitung. Lancaster war bereits zuvor in der Manufaktur in leitender Stellung tätig gewesen und heiratete später Rebecca, die Witwe von Samuel. James Wilson blieb weiter aktiv. Im Alter von 83 Jahren schuf er ein Planetarium für die Thetford Academy in Thetford, eine der ältesten weiterführenden Schulen in Vermont. Er konstruierte eine Maschine, die die Erdrotation in der Ekliptik darstellte. Die Aufeinanderfolge der Jahreszeiten und der Sonnenstand für jeden Tag des Jahres ließen sich darstellen. Durch eine Kurbel wurde das Planetarium in Bewegung versetzt. Die Kupferplatte, auf der die Monate im Jahresverlauf, mit den Tagen und den korrespondierenden Zeichen des Tierkreises mit den Graden geprägt war, fertigte Wilson selbst an.
Seine Globen finden sich heute in den Sammlungen von bedeutenden Museen wie dem Metropolitan Museum of Art, Universitäten wie der Harvard University Map Collection und bei privaten Sammlern. Sie erzielen hohe Preise bei Versteigerungen.

### Familie
James Wilson war dreimal verheiratet: zuerst mit Molly Highland aus Londonderry, mit ihr hatte er einen Sohn. Danach mit Sarah Donalson, mit ihr hatte er zehn Kinder. Nach ihrem Tod heiratete er Agnes McDuffe aus Bradford, mit ihr hatte er drei Töchter. Er starb im Alter von 92 Jahren am 26. März 1855 in Bradford. Sein Grab befindet sich auf dem Upper Plain Cemetery in Bradford.